# مقاطعة ثروكمورتون (تكساس)
مقاطعة ثروكمورتون (بالإنجليزية: Throckmorton  County)‏ هي إحدى المقاطعات في ولاية تكساس، الولايات المتحدة الأمريكية، يبلغ عدد سكانها 1,641 نسمة طبقا لإحصاء عام 2010 .

موقع المقاطعة في ولاية تكساس